# Mabou Mines
 (juin 2022).
Si vous disposez d'ouvrages ou d'articles de référence ou si vous connaissez des sites web de qualité traitant du thème abordé ici, merci de compléter l'article en donnant les références utiles à sa vérifiabilité et en les liant à la section « Notes et références ».
Mabou Mines est une compagnie de théâtre d'avant-garde, fondée en 1970 et basée à New York.
La compagnie fut fondée par JoAnne Akalaitis, Lee Breuer, Philip Glass, Ruth Maleczech et David Warrilow. L'origine de son nom provient de la ville de Mabou, située en Nouvelle-Écosse, où les cofondateurs préparèrent The Red Horse Animation, la première pièce qui sera jouée par la troupe.